# Kallikles (Sohn des Theokosmos)
Kallikles (altgriechisch Καλλικλῆς Kalliklḗs) war ein griechischer Bildhauer, der im 5. Jahrhundert v. Chr. tätig war.
Kallikles war Teil einer Künstlerfamilie aus Megara, neben seiner sind sowohl die Bildhauertätigkeit seines Vaters Theokosmos als auch die seines Sohnes Apelleas bezeugt. Pausanias berichtet von zwei Siegerstatuen des Kallikles, die im Zeusheiligtum von Olympia aufgestellt waren.
Die erste Statue zeigte den Faustkämpfer Diagoras von Rhodos, der bei den 79. Olympischen Spielen 464 v. Chr. siegreich war, inmitten von Statuen seiner ruhmreichen Familienmitglieder. Nach einem Scholion zu Pindars Olympia war die Statue leicht überlebensgroß, der rechte Arm war nach vorne gestreckt und der linke nach innen angewinkelt. Ein Fragment der Basis ist erhalten geblieben, der Schrifttypus weist jedoch frühestens auf das Ende des 4. Jahrhunderts v. Chr. hin, weshalb eine Erneuerung der Inschrift zu dieser Zeit angenommen wird. Die Künstlersignatur ist auf dem Fragment nicht erhalten.
Die zweite Statue zeigte den Sieger im Faustkampf der Knaben Gnathon von Dipaia, der 440 v. Chr. bei den 85. Spielen siegte. Von dieser Statue ist nichts erhalten.